# Goryczka (wzniesienie)
Goryczka (niem. Bittenberg) – wzniesienie (528 m n.p.m.) w południowo-zachodniej Polsce, w Sudetach Środkowych.
Wzniesienie położone jest pomiędzy częściami miejscowości Nowa Ruda:  Drogosławiem, Zdrojowiskiem i Zatorzem, zbudowane z utworów czerwonego spągowca, porośnięte  zagajnikami świerkowymi. U podnóża prowadzi linia kolejowa Nowa Ruda - Wałbrzych.